# Ramón Mercedes Tolentino Peña
Ramón Mercedes Tolentino Peña (Santo Domingo, República Dominicana, 1980), conocido profesionalmente como Ramón Toletino, es un  comunicador, profesor, y reportero dominicano. Fue egresado de la Universidad Autónoma de Santo Domingo, donde obtuvo la licenciatura en Comunicación. En 2023 fue galardonado en los Premios Micrófono de Oro.

## Biografía
Nació en Villa Juana, Santo Domingo, 1980. Tolentino en conjunto de su hermano gemelo Monlosofía Alberto Tolentino, fundaron el Instituto Dimelis English, donde se desempeñó como profesor de inglés. Formó parte de diversos medios de comunicación como Dajabón Digital, Canal 16 y 24, donde se desempeñó como reportero, y en el canal de televisión Hilando Fino, donde condujo por varios años su propio programa llamado Transparencia Informativa.
Desde 2021, Tolentino es elenco del programa radial “Esto No es Radio”, de la plataforma del empresario y productor dominicano Santiago Matías, donde comparte junto a Hony Estrella, Ariel Santana, Gabriela Desangles, Ernesto Jimenez.
Desde su infancia, Tolentino enfrentó conflictos y las discrepancias con su padre biológico y la ausencia de su hermano Lorenzo, quien abandonó el país sin regresar.
En 2023 fue galardonado en los Premios Micrófono de Oro en la categoría locutor de medios digitales.

### Polémicas de investigaciones
En 2023 Tolentino denunció presunto plan para asesinar jueza e hijos del municipio de Montecristi. En 2023 Tolentino, afirmó tener pruebas de que criminales buscan atentar contra la vida del rapero estadounidense 6ix9ine. En marzo de 2023 fue víctima de intento de asesinato por parte de desaprensivos.
En julio de 2023 denunció a ex-aspirante a Regidor, Josué Mercedes por el partido político Fuerza del Pueblo en la ciudad de La Romana, por presunta acción delictiva.

### Reconocimientos y premiaciones
Durante los último años, el trabajo de Ramón Tolentino ha sido reconocido por diversas entidades, que lo han premiado, tal como recibió en el año 2024 el premio a Locutor de Radio-digital del Año en los Glamour Music Awards .
El 26 de noviembre del 2024 fue ganador del Premios Nacional de Periodismo Digital, en la categoría de Mejor Periodista en Redes Sociales.